# Markus Schmidt
Markus Schmidt (n. 23 octombrie 1968, Innsbruck, Austria) este un sportiv ce a reprezentat Austria, medaliat olimpic. A participat la 2 ediții ale Jocurilor Olimpice (1992, 1994) în care a câștigat o medalie de bronz.